# Polad Həşimov
Polad Həşimov (in azero Polad Israyıl oğlu Həşimov) (Qəbələ, 2 gennaio 1975 – Ağdam, 14 luglio 2020) è stato un generale azero.
Perse la vita nel 2020 durante gli scontri armati nel distretto di Tovuz.

## La vita
Polad Həşimov nacque nel 1975. Si diplomò a Sumqayıt e studiò presso la scuola superiore militare, in Azerbaigian, e l'accademia militare, in Turchia. Con decreto del Presidente della Repubblica dell'Azerbaigian Heydər Əliyev, nel 2003, Polad Həşimov, in qualità di maggiore, venne insignito della medaglia "per il servizio militare". Sei anni dopo, con il grado di tenente colonnello, per decreto del Presidente İlham Əliyev gli venne conferita la medaglia “Per la Patria”.
Nel 2014 gli fu conferito l'Ordine "per il servizio alla Patria" di terzo grado, come riconoscimento dell'eroismo dimostrato durante la guerra dei quattro giorni dell'aprile 2016, con decreto del Presidente Ilham Aliyev ha ricevuto il secondo grado dello stesso ordine.
Il 24 giugno 2019, con decreto presidenziale, Polad Həşimov è stato promosso al grado di maggior generale. Perse la vita nel corso degli scontri armeno-azerbaigiano del luglio 2020. È stato il primo generale azero ad essere morto in battaglia.

## Decorazioni
Tra le varie decorazioni conferite a Polad Həşimov va segnalata quella di:
 Eroe nazionale dell'Azerbaigian

## Intitolazioni
Nell'agosto del 2020 una strada venne intitolata a Həşimov a Vəndam, la sua cittadina natia. Altre vie gli furono intitolate nel gennaio 2021 a Guba e, in Turchia, a Keban (nell'omonimo distretto) e a Elazığ. Un parco che porta il suo nome venne inaugurato a Osmangazi (omonimo distretto, Turchia) il 28 ottobre dello stesso anno. Il 7 maggio 2021 una strada di Baku intitolata a Pavel Nakhimov venne rinominata in memoria di Polad Hashimov.